# Inventario (álbum)
Inventario es el primer álbum del cantautor español Joaquín Sabina, puesto a la venta en 1978, producido por el sello discográfico "Movie Play, S.A." y fabricado por "Iberofon, S.A.", produciéndose en total 5,854 discos. Casi todos los temas que lo componen habían formado previamente parte de Memorias del exilio, libreto de canciones que Joaquín había publicado en 1976 en la editorial Nueva Voz, durante su exilio en Londres. El propio Sabina financió la edición del disco, de 1000 ejemplares.[cita requerida]
Los arreglos corren a cargo de Agustín Serrano, y los arreglos de metales son de Pedro Iturralde. Salvo los temas Tratado de impaciencia nº 10, 40 Orsett Terrace y Mi vecino de arriba, con sonoridades más cercanas al blues, los arreglos del disco tienden a los sonidos orquestales de cantantes melódicos y canción ligera que ya eran poco usados por los cantautores de fines de la década de los setenta. Joaquín Sabina pronto renegó de este álbum, recuperando del mismo en la década de los ochenta únicamente la canción Tratado de impaciencia (que ha sido versionada por Juan Carlos Baglietto). El disco tuvo únicamente dos sencillos, la mencionada Tratado de impaciencia y Mi vecino de arriba. El disco pasó desapercibido comercialmente.
Este álbum ha sido reeditado en 1993 por Fonomusic en formato CD.

## Lista de canciones
| N.º | Título                                          | Letras                          | Duración |  |
| 1.  | «Inventario»                                    | Joaquín Sabina                  | 5:15     |  |
| 2.  | «Tratado de impaciencia Nº 10»                  | Joaquín Sabina                  | 2:28     |  |
| 3.  | «Tango del quinielista»                         | Joaquín Sabina, Isabelo Garrido | 3:40     |  |
| 4.  | «1968»                                          | Joaquín Sabina                  | 4:27     |  |
| 5.  | «40 Orsett Terrace»                             | Joaquín Sabina                  | 1:36     |  |
| 6.  | «Romance de la gentil dama y el rústico pastor» | Joaquín Sabina, Anónimo         | 3:31     |  |
| 7.  | «Donde dijeron digo decid Diego»                | Joaquín Sabina                  | 3:49     |  |
| 8.  | «Canción para las manos de un soldado»          | Joaquín Sabina                  | 2:58     |  |
| 9.  | «Palabras como cuerpos»                         | Joaquín Sabina                  | 2:52     |  |
| 10. | «Mi vecino de arriba»                           | Joaquín Sabina                  | 3:52     |  |